# KishimotoDi

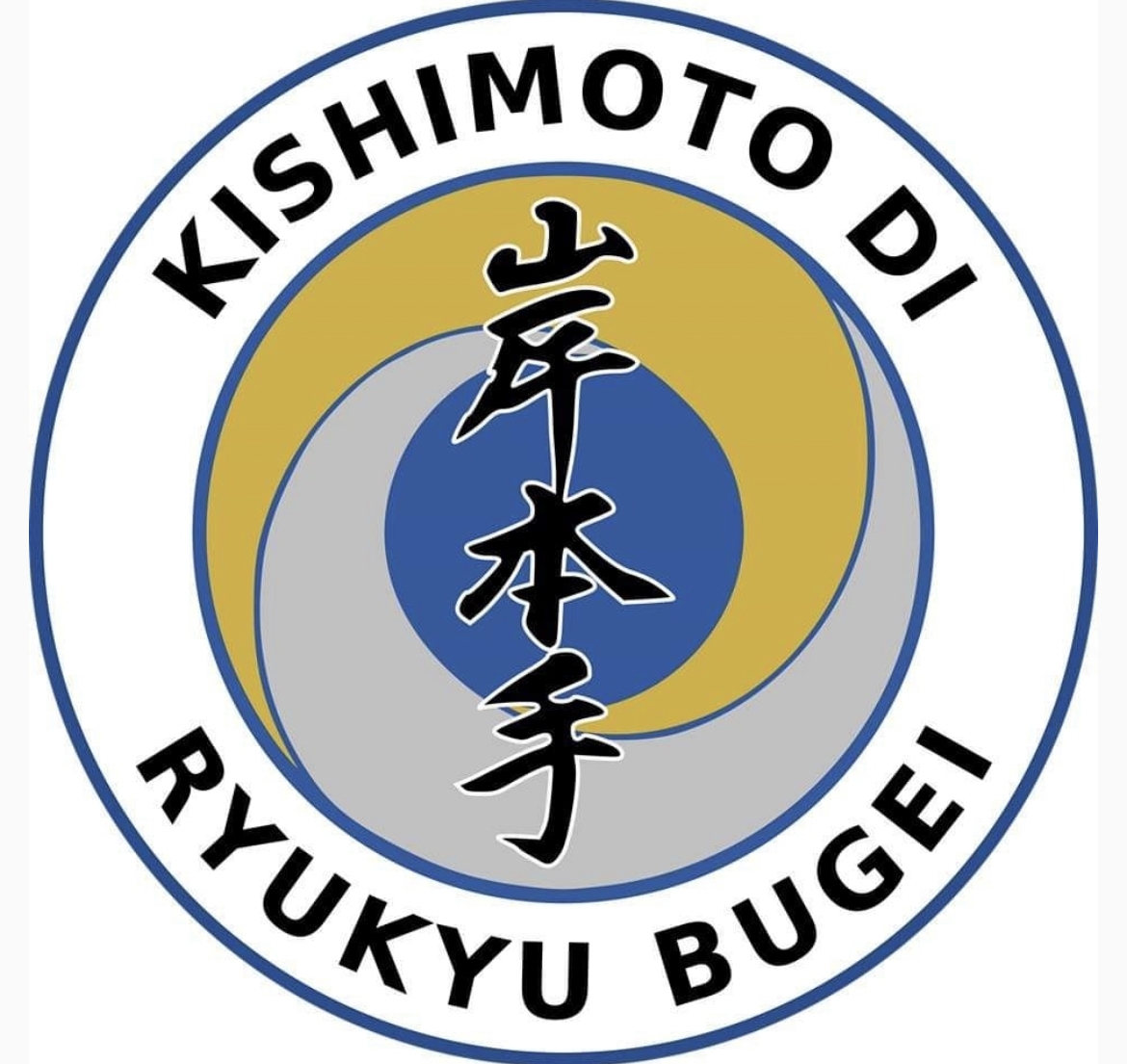
Stemma del gruppo di studio KishimotoDi Kenkyukai diretto da Ulf Karlsson, Shihan

Il KishimotoDi  (岸本手?) è un raro stile di Shuri-Te, conservato dal dōjō Bugeikan di Okinawa (Giappone) e solo recentemente diffusosi in occidente.
Shuri-Te è uno dei nomi utilizzati per definire il karate prima della sua standardizzazione, fa riferimento all’area geografica intorno al palazzo reale di Shuri e comprende quelle pratiche che hanno dato origine ai moderni stili Shorin-ryu.
Il nome KishimotoDi significa “abilità (marziale) di Kishimoto”. Infatti, ad Okinawa la parola Di/Te indicava tanto le mani quanto l’abilità nell’utilizzarle.
Questo stile consiste dei kata tramandati da Bushi Tachimura (武士武村) e da Kishimoto Soko (da cui lo stile prende il nome).
La peculiarità storica dello stile è essere una delle pochissime linee di trasmissione dei kata Shuri-Te preservati dalle modofiche apportate da Itosu Ankō. Egli, se da un lato integrò nello Shuri-Te di Matsumura Sokon elementi di Naha-Te, dall’altro modificò alcuni passaggi delle forme con il solo scopo di renderle più idonee all’insegnamento di massa nelle scuole. Il KishimotoDi si distingue anche perché non discende da Matsumura Sōkon come accade per quasi tutte le scuole Shōrin-ryū.
All’interno del dōjō Bugeikan il KishimotoDi è tradizionalmente noto semplicemente come “materiale di Kishimoto” e i suoi kata vengono distinti da quelli omonimi del lignaggio di Hanashiro Chōmo facendo riferimento a Bushi Tachimura (es. “Tachimura no Naihanchi”, il Naihanchi di Tachimura).
Soltanto nel 2011, per timore che lo stile si estinguesse, il caposcuola Higa Kiyohiko ha deciso di dare un nome ufficiale a questa tradizione.

## Lignaggio
Il seguente è un lignaggio semplificato, bisogna tenere a mente che quasi sempre gli esperti di Te (Karate) erano soliti avere più di un maestro e che la famiglia Tachimura, appartenendo alla casta militare, aveva certamente conoscenze marziali proprie.
- “Tode” Sakugawa Kanga (1786-1867)
- Bushi Tachimura (1826-1907)
- Kishimoto Soko (1866-1945)
- Higa Seitoku (1921-2006)
- Higa Kiyohiko (1943)

Kishimoto Soko ebbe solo un altro allievo noto alla posterità. Si tratta di Seiken Shukumine (1925-2001), fondatore dello stile di karate Gensei-ryū e in seguito dell’arte marziale Taidō. 

## Kata e curriculum
Quattro kata:
- Naihanchi (武村のナイハンチ)
- Nidanbu (二段武)
- Passai (武村のパッサイ)
- Kushanku (武村のクーサンクー)

Tre principi applicativi:
- evita di un centimetro

(issun hazureru, 一寸外れる)
- attacco e difesa insieme

(kobo ittai, 攻防一体)
- corpo e tecnica all’unisono

(tai gi ittai, 体技一)
Tre “kamae” (guardie/posizioni)
- Tekko gamae (tartaruga di ferro)
- Hotate gamae (vele spiegate)
- Sagurite gamae (mani che cercano)

I kata che sono stati certamente insegnati da Tachimura a Kishimoto Soko sono Naihanchi, Passai e Kusanku (Kushanku). Il quarto kata del sistema, Nidanbu, è stato probabilmente creato da Kishimoto Soko con l’intento di collegare tra loro gli altri fornendo versioni alternative delle tecniche in essi contenuti.
Naihanchi costituisce il cuore dello stile e tramite esso si apprendono il footwork e i metodi che caratterizzano tutte le tecniche dello stile.
Questo kata a differenza di tutti gli altri Naihanchi tramandati è caratterizzato da movimenti verticali e di torsione del busto, mentre non viene utilizzata la rotazione delle anche.
Nel KishimotoDi non sono utilizzate le posizioni di naihanchidachi e kibadachi ma è ancora in uso lo shikodachi che molti studiosi ritengono caratterizzasse il karate di Matsumura Sokon e delle generazioni precedenti.
Un altro elemento caratteristico dello stile è l’uso della posizione Tekko gamae (identica al meotode gamae insegnato da Motobu Chōki).
Il KishimotoDi, così come anche il Motobu Udundi, non utilizza le tecniche di ricezione in modo rigido ma esse vengono associate a schivate e spostamenti del busto idonee ad evitare l’attacco e accorciare la distanza.
Tra le tecniche offensive più comuni si segnalano le proiezioni tra cui diverse variazioni dello sbilanciamento noto come sukui nage nel judō.
Kishimoto Soko ha tramandato anche tecniche di Saijutsu e Bōjutsu ma senza associarle a kata specifici.

## Il Bugeikan dōjō
Il fondatore del dōjō Bugeikan (武芸館) è Higa Seitoku (比嘉清德) presidente della Zen Okinawa Karate Kobudō Rengō Kai (letteralmente “Associazione di tutta Okinawa per il Karate e il Kobudo”).
Higa è stato una personalità molto in vista del karate del dopoguerra proprio per aver conservato alcuni rari stili che vengono tuttora praticati presso il dōjō Bugeikan. Tra questi, oltre al KishimotoDi, ricordiamo Motobu Udundi, Yamane-ryū Bojutsu e Hanashiro Chōmo Shuri te. Presso il Bugeikan questi stili solitamente non sono insegnati in modo strettamente separato ma si integrano tra loro.
L’unico istruttore autorizzato di KishimotoDi al di fuori della famiglia Higa è Ulf Karlsson, residente in Svezia.

## KishimotoDi Kenkyukai
L’obiettivo di Ulf Karlsson e del gruppo di studio che ha creato è quello di cercare di recuperare tutte le informazioni trasmesse da Kishimoto Soko ai suoi due allievi, limitando per quanto possibile le influenze posteriori sui kata.

## Materiale video e collegamenti
- Kata Naihanchi: https://m.youtube.com/watch?v=MTlJZDXdXgY&t=6s&pp=ygUNbmFpaGFuY2hpIHVsZtIHCQliAAYKOfT1XA%3D%3D
- Applicazioni tratte dal kata Naihanci:

https://m.youtube.com/watch?v=gJwmZf4Huok&pp=ygUhbmFpaGFuY2hpIGtpc2hpbW90b2RpIGFwcGxpY2F0aW9u
- Applicazioni tratte dal kata Kusanku:

https://m.youtube.com/watch?v=J21ZdJW3MSY&pp=ygUUa3VzaGFua3Uga2lzaGltb3RvZGnSBwkJ_ACjtWo3m0M%3D
- Presentazione del Bugeikan dōjō: https://m.youtube.com/watch?v=-6SoJPTbJHc&t=216s
- Ulf Karlsson presenta la sua ricerca sulla storia del KishimotoDi: https://m.youtube.com/watch?v=qLbHbGGKeBA&pp=ygUeVWxmIGthcmxzc29uIGtpc2hpbW90byBoaXN0b3J5
- Canale youtube ufficiale del Bugeikan: https://m.youtube.com/@BugeikanOkinawa
- KishimotoDi negli Stati Uniti: https://ilpracticalkarate.com/kishimotodi
- Intervista ad Ulf Karlsson Shihan: https://m.youtube.com/watch?v=PcJa2801C2w&t=1734s&pp=ygUeVWxmIGthcmxzc29uIGtpc2hpbW90byBoaXN0b3J50gcJCWIABgo59PVc